# Ritch Savin-Williams
Ritch C. Savin-Williams, Ph.D., (1949) es profesor emérito de psicología del desarrollo en la Universidad de Cornell que se especializa en investigación gay, lesbiana y bisexual.

## Educación
Savin-Williams obtuvo su Licenciatura en Psicología en la Universidad de Missouri en 1971. Más tarde obtuvo una maestría en Estudios Religiosos en 1973 y un doctorado en Desarrollo Humano en 1977 de la Universidad de Chicago. Savin-Williams se volvió a entrenar en Psicología Clínica en la Universidad de Massachusetts Amherst de 1989 a 1993 antes de completar su residencia en el Hospital Infantil de Michigan.

## Investigación y actividades
La investigación del profesor Savin-Williams se centra en el desarrollo de la identidad sexual de adultos adolescentes y jóvenes y en las poblaciones de minorías sexuales. Además de su investigación, opera una pequeña práctica privada.
Savin-Williams ha aparecido en Good Morning America y se desempeñó como consultor para 20/20 y The Oprah Winfrey Show.
Además, Savin-Williams ha servido como testigo experto en casos judiciales sobre la adopción de gays, el matrimonio entre personas del mismo sexo, las leyes de sodomía y la exclusión de los gays en los Boy Scouts of America.
Savin-Williams se ha hecho un nombre a través de su trabajo que muestra los aspectos más positivos de las experiencias de los jóvenes LGBT. Ha relacionado esto con una difuminación de la identidad sexual y su correspondiente relajación de las actitudes opresivas. Usando el nombre de la película de Hollywood, The Kids Are All Right, ha escrito sobre las mejoras en las experiencias de los jóvenes LGBT.
En 2010, Savin-Williams fue citado en un artículo del New York Times sobre sexualidad. Se lee: "El profesor Savin-Williams dice que su investigación actual revela que el grupo de más rápido crecimiento a lo largo del continuo sexual son los hombres que se identifican como "en su mayoría heterosexuales" en lugar de etiquetas como "recta", "gay" o "bisexual". Reconocen cierto nivel de atracción por otros hombres, incluso cuando dicen que probablemente no actuarían en consecuencia, pero... el tipo adecuado, el día adecuado, unas cuantas cervezas y quién sabe. Como señala el profesor, nunca habrías oído eso en años anteriores".
Comentando el artículo, Mark Simpson, el periodista del Reino Unido, escribió: "Un A ++ para el Dr. Savin-Williams. No hace mucho tiempo, cuando la heterosexualidad era un sistema de creencias adecuado que comandaba la reverencia las 24 horas del día, "en su mayoría recta" habría sido una contradicción herética en términos, como medio embarazada. Pero en este Valiente Nuevo Mundo de la necesidad masculina es solo una declaración de dónde estamos"

## Libros
Savin-Williams ha escrito y editado numerosos libros sobre la adolescencia y la orientación sexual:
- Bi: Jóvenes bisexuales, pansexuales, fluidos y no binarios (2021)
- Principalmente heterosexual: Fluidez sexual entre los hombres (2017)
- Convertirse en quien soy: Hombres jóvenes sobre ser gay (2016)
- El nuevo adolescente gay (2005)
- "Mamá, papá. Soy gay". Cómo negocian las familias la salida (2001)
- "...y luego me volví gay". Historias de hombres jóvenes (1998)
- Las vidas de lesbianas, gays y bisexuales: de niños a adultos (1996)
- Más allá del rosa y el azul: Explorando nuestros estereotipos de sexualidad y género (1994)
- Jóvenes gays y lesbianas: expresiones de identidad (1990)
- Adolescencia: una perspectiva etológica (1987)

## Honores y premios
2001: La Asociación Americana de Psicología otorgó a Savin-Williams el Premio Científico Distinguido de la División 44 por su trabajo en el Estudio Psicológico de los Problemas de Lesbianas, Gays y Bisexuales.
2005: La Asociación Americana de Psicología otorgó a Savin-Williams el Premio al Libro Distinguido de la División 44 por el nuevo adolescente gay en 2005.